# 1970 (álbum)
1970 fue el séptimo álbum del grupo Vainica Doble. Es un álbum especial en cuanto a que no contiene ningún tema nuevo sino versiones de algunos de los temas editados por el grupo en los años 70 para las discográficas Ópalo y Columbia. Fue grabado en los estudios de Radio Nacional excepto las voces que fueron mezcladas en los estudios Box en Madrid.

## Músicos de estudio
- Guitarra eléctrica: Fernando Gómez
- Guitarra acústica y española: Gaspar Payá
- Batería : Juan Ramón Company
- Batería en El Duende : Francisco Beneyto
- Bajo, Teclados, Coros y Piano: Álvaro de Cárdenas
- Piano en La ballena azul, Elegía al jardín de mi abuela y Guru Zakun Kin Kon : Álvaro de Cárdenas
- Percusiones: Bernardo Fuster
- Violoncelo: Laura de Cárdenas
- Flauta: Ignacio Vidaechea
- Coros: Juan Matute, Diego Antequera, Diego de Cárdenas y Michel Classens

## Lista de canciones
1. Caramelo de Limón  - 2:44
2. Mariluz - 3:11
3. Coplas del iconoclasta enamorado - 3:11
4. El Duende - 3:40
5. Un metro cuadrado  - 3:40
6. La Ballena Azul  - 3:40
7. Dime Félix  - 4:30
8. Elegía al jardín de mi abuela  - 3:20
9. Habanera del primer amor - 4:04
10. Guru Zakun Kin Kon - 5:01
11. Fulgencio Pimentel - 3:00
12. La Bruja - 5:10

- Datos: Q5678188